# 安中進
安中 進（あんなか すすむ、1984-）は、日本の政治学者（政治学博士）。弘前大学助教を務める。元日本学術振興会特別研究員。専門は計量政治学であり、研究テーマは「社会問題の政治経済学」。早稲田大学教授の河野勝とは師弟関係にあたる。
論文として、「日本における「ねじれ」た金融緩和選好を説明する：イデオロギーと政策選好の関係に情報環境が与える影響の実験的検証」、「貧困の政治経済学」などがある。博士論文の「貧困の政治経済学」では 小野梓記念賞を受賞している。「松方財政期における土地関連税不納と自殺 : 道府県パネルデータ分析」では社会経済史学会賞を受賞している。

## 来歴
※以下の内容はresearchmapによる。
2008年、早稲田大学社会科学部を卒業する。2015年に早稲田大学大学院政治学研究科修士課程、2020年に同博士課程をそれぞれ修了した。明治大学専任講師の加藤言人やコメンテーターの石田健は、大学院の同期。
この間、2018年-2020年に日本学術振興会の特別研究員を務めた。

## 主要な業績

### 単著
- 『貧困の計量政治経済史』岩波書店. 2023. ISBN 9784000245494

### 論文など
- 「独裁者はなぜ向こう見ずな戦争を起こすのか？」中央公論. 2023.
- "Good democratic governance can combat COVID-19-excess mortality analysis" International Journal of Disaster Risk Reduction. 2022. 103437
- "Public Awareness of Mask Usage in 29 Countries in 2020" in Public Behavioural Responses to Policy Making. 2022.
- 「福祉国家に対する態度決定要因としての社会保障の普遍性と逆進課税 サーヴェイ実験による検討―」年報政治学. 2022.共著
- "Can a Constitutional Monarch Influence Democratic Preferences? Japanese Emperor and the Regulation of Public Expression" Social Science Quarterly. 2022.共著
- 「民主主義は権威主義に劣るのか？」中央公論. 2021.
- "Political Liberalization and Human Development: Dynamic Effects of Political Regime Change on Infant Mortality across Three Centuries (1800-2015) " World Development. 2021.共著
- "Political Regime, Data Transparency, and COVID-19 Death Cases" SSM - Population Health. 2021. 100832
- 「COVID-19死亡者数の要因国際比較分析」 公共選択. 2021.
- 「松方財政期における土地関連税不納と自殺 : 道府県パネルデータ分析」 社会経済史学. 2020. 86. 1. 29-48
- 「貧困の政治経済学」 （博士論文）
- 「日本における『ねじれ』た金融緩和選好を説明する:イデオロギーと政策選好の関係に情報環境が与える影響の実験的検証」 選挙研究. 2020.共著
- 「政治体制と栄養不足」 比較政治研究. 2019. 5. 19-39